# Edward C. Banfield
Edward Christie Banfield (Bloomfield, 16 novembre 1916 – East Montpelier, 30 settembre 1999) è stato un sociologo e politologo statunitense, autore dei saggi The Moral Basis of a Backward Society del 1958 (tradotto per Il Mulino come Basi morali di una società arretrata), in cui introdusse la nozione da lui chiamata "familismo amorale", e The Unheavenly City del 1970.

## Biografia
Banfield fu uno studioso conservatore della sua generazione, consigliere dei presidenti americani del Partito Repubblicano Richard Nixon, Gerald Ford, e Ronald Reagan. Iniziò la sua carriera accademica all'Università di Chicago, dove fu amico e collega di Leo Strauss e Milton Friedman. Nel 1959 si trasferì all'Università di Harvard, dove rimase per il resto della sua carriera, eccetto per un breve incarico all'Università della Pennsylvania.

### Primi anni
Banfield crebbe in una fattoria a Bloomfield nel Connecticut, e attese a studi di Inglese e agricoltura all'Università del Connecticut. 
Lavorò per diverse agenzie governative, viaggiò nell'ovest degli Stati Uniti, e osservò gli effetti dei programmi governativi.
Sebbene inizialmente fosse un sostenitore del presidente Franklin Delano Roosevelt e del suo New Deal, egli divenne gradualmente scettico sui tentativi governativi di costruire alloggi, sostenere le arti e i mestieri, etc. Molto prima del programma di riforme "Great Society" di Lyndon B. Johnson, Banfield si era convinto che l'aiuto governativo ai poveri poteva far sentire virtuosi gli elargitori, ma non era in grado di migliorare le vite dei destinatari degli aiuti.

### Carriera
Le opinioni di Banfield furono controverse, e The Unheavenly City fu all'origine di un intenso dibattito. Il saggio venne ripubblicato quattro anni dopo in versione riveduta con il titolo The Unheavenly City Revisited: A Revision of The Unheavenly City.
I suoi colleghi della Harvard lo descrivevano come “un tipo tutto a sé, con un carattere forte e peculiare, che lasciava una grande impressione di sé su chiunque lo incontrasse”, e come un uomo che amava “il piacere dell'humour, il dilungarsi nelle finezze della tavola, e le buone compagnie." Banfield aveva "reputazione di un brillante anticonformista", e i suoi "libri e articoli avevano un affilato taglio controcorrente. Egli era in posizione critica nei confronti di quasi tutte le principali idee liberali nella politica interna, specialmente sull'uso degli aiuti di stato per contribuire ad alleviare la povertà delle aree urbane."
Banfield ebbe tra i suoi allievi molti studiosi di tendenze conservatrici, come James Q. Wilson e Thomas Sowell. Tra di essi anche Christopher DeMuth e Bruce Kovner, figure preminenti del think tank conservatore dell'American Enterprise Institute.
Sua moglie, Laura Fasano, per le sue origini, aveva appreso l'italiano fin da bambina, e gli fu d'aiuto nella stesura di The Moral Basis of a Backward Society, il libro che traeva spunto dall'analisi della società di un povero paesino dell'Italia meridionale degli anni cinquanta, Chiaromonte, adombrato nel libro con il nome di Montegrano. L'analisi di quella «società arretrata» lo portò ad introdurre la nozione da lui denominata "familismo amorale".

Laura Fasano collaborò anche con Harvey Mansfield per una traduzione in inglese delle Istorie fiorentine di Niccolò Machiavelli.

## Pubblicazioni
Copie di molti dei libri e degli scritti di Edward C. Banfield possono essere liberamente e legalmente scaricati da Edward C. Banfield - An Online Resource.
- Government Project (1951)
- Politics, Planning, and the Public Interest, con Martin Meyerson (1955)
- The Moral Basis of a Backward Society (1958)
  - Trad. it.: Basi morali di una società arretrata, Il Mulino, 1976[2006], ISBN 9788815114617
- Government and Housing in Metropolitan Areas, con Morton M. Grodzins (1958)
- A Report on the Politics of Boston, con Martha Derthick (1960)
- Political Influence (1961/1982/2003)
- Urban Government: A Reader in Politics and Administration (1961)
- City Politics, with James Q. Wilson (1963)
- American Foreign Aid Doctrines (1963)
- Big City Politics (1965)
- Boston: The Job Ahead, con Martin Meyerson (1966)
- The Unheavenly City (1970)
- The Unheavenly City Revisited: A Revision of The Unheavenly City (1974)
- The Democratic Muse: Visual Arts and the Public Interest (1984)
- Here the People Rule: Selected Essays (1985, ristampata con ulteriori saggi nel 1991)